# کینتسوگی
کینتسوگی (به ژاپنی: 金継ぎ) (Kintsugi)، یا کینتسوکوروی (به ژاپنی: 金繕い) (Kintsukuroi)، با معنای لغوی اتصال با طلا، هنری ژاپنی است که در آن قطعات شکسته سفال و کوزه را با ماده‌ای شامل پودر طلا به هم چسبانده و تعمیر می‌کنند. پیشینه پیدایش این هنر را به زمانی مربوط می‌دانند که شوگون آشی‌کاگا یوشی‌ماسا در پایان سده پانزدهم، یک کاسه چای را برای تعمیر به چین برگرداند. هنگامی که کاسه را برگرداندند با گیره‌های فلزی زشتی تعمیر شده‌بود. صنعتگران ژاپنی گرد هم آمدند تا راهی برای تعمیر ظریف‌تر چینی‌های شکسته پیدا کنند. به زودی مجموعه‌دارها شیفته هنر جدید شدند و حتی گفته می‌شود که برخی از آنها به عمد چینی‌های باارزش خود را می‌شکستند تا دوباره با رگه‌های طلایی هنر کینتسوگی درز گرفته شوند و زیباتر به نظر برسند. هنر کینتسوگی در ظرف‌هایی که برای مراسم چای ژاپنی بکار می‌روند استفاده می‌شود.

## فلسفه
فلسفه کینتسوگی می‌تواند به عنوان نمایشی از فلسفهٔ ژاپنی وابی-سابی (عدم کمال، پذیرا شدن کاستی) به حساب آید. ارزش‌های زیبایی‌شناسی ژاپنی به کاربرد یک شیء تاکید دارند و از این لحاظ، منطقی به نظر می‌رسد که یک شیء را پس از شکستن باز هم نگه دارند و کینتسوگی با تاکید و بزرگ کردن ترک‌ها و شکستگی‌های ظروف آنها را تعمیر کرده و باعث می‌شود که زندگی آن شیء ادامه یابد و از چرخه خدمت خارج نشود.
کینتسوگی می‌تواند با فلسفهٔ ژاپنی «رهایی ذهن» (無心 mushin) همسو باشد که به پذیرش سرنوشت و تغییرات زندگی انسان و عدم وابستگی به مادیات می‌پردازد.

## انواع روش‌ها
چندین سبک و روش مختلف در اتصالات کینتسوگی وجود دارد:
- شکاف (ひび): به‌کارگیری خاک طلا و صمغ یا لاک برای چسباندن قطعات شکسته با کمترین میزانی ناهمواری و پر کردن جای قطعات از بین رفته
- روش قطعه (欠けの金継ぎ例): اگر قطعهٔ مورد نظر گم شده باشد از طلا یا مخلوط طلا و لاک برای ترمیم چینی استفاده می‌کنند.
- درزگیری (呼び継ぎ): به جای قطعه گم‌شده از قطعه‌ای دیگر استفاده می‌کنند.